# 桑福德 (密西西比州)
桑福德（英語：Sanford）是位於美國密西西比州卡溫頓縣的非建制地區。

## 歷史
桑福德的郵局於1894年設立，其後於1977年停運。

## 地理
桑福德所處的海拔為高於海平面63米（即207英呎），而該地所採用的時區為UTC-6，即北美中部時區（CST）。同時該地設有夏令時間，為UTC-6調快一小時，即UTC-5（CDT）。